# ケアーン・テリア
ケアーン・テリアはテリア種のなかで最も古い犬種のひとつ。スコットランドのウエストハイランド地方にあるスカイ島原産。積石(cairn)の隙間や穴に棲息している小動物を捕らえるために使役され、スコットランドでは最古の使役犬と言われている。

## 外観
本犬種のスタンダードはケアーン・テリア・クラブ・アメリカで確認できる。現在の承認されているスタンダードは、1938/05/10のもので、イギリスのケネルクラブにしたがって採用された。アメリカのスタンダードによれば、雄犬の体重は14lb（6kg強）、体高は10"(25cm)、雌犬の体重は13lb（6kg弱）、体高は9.5"(24cm)とされている。しかしながら多くのケアーンのサイズはこのスタンダードとは異なっており、体高は9-13"(23cm-33cm)、体重は13-18lb(6-8kg)というのが一般的である。また、ヨーロッパのケアーンのサイズはアメリカよりも大きい傾向にあり、骨格的にも頑丈な印象がある。
2009年現在の「ジャパンケンネルクラブ」の犬種標準では、FCI基準になり、体高はおおよそ28〜31cmだが、体重と釣り合いが取れていること。理想的な体重は6〜7.5kgである。となっている。
犬種標準はあくまでもブリーディングする際の理想の姿であり、犬種スタンダードからはずれていても欠点を持っているわけではない。
「毛」粗く、風雨に強いトップコートを持ち、その毛色はクリーム、ウィートン、レッド、サンド、グレイ、ブリンドルなど、あらゆる毛色が存在する。ただし、各国のケネルクラブではブラック、ブラック&タン、ホワイトは許可されていない。以前はホワイトのケアーンも犬種登録可能だったが、1917年にアメリカンケネルクラブは、ホワイトの被毛を持つ個体はウエスト・ハイランド・ホワイト・テリアとして登録することとした。また、ブリンドルのケアーンはその生涯において頻繁に毛色が変わると言われており、ブリンドルが年とともにブラックやシルバーになるのは珍しいことではない。
被毛はダブルコートで、柔らかく密生したアンダーコートと、固いトップコートを持つ。よく手入れされたケアーンは武骨でたくましい外観をしており、技巧や誇張とは無縁である。
プラッキング（ストリッピング）という毛を抜く手入れ方法が必要な犬種であり、ハサミでカットすると皮膚が弱くなり、皮膚病になる。
ケアーンテリアの皮膚は、他犬種と比べ弱いため、生後2か月頃から柔らかい毛を抜く事によって皮膚を丈夫にする

## 性格
知的、活発、力強く、明るく、忠実である。他のテリア種同様に頑固で強い意志を持ち、獲物を追って地面を掘り返すことを好む。
強い狩猟本能があり、広範囲の訓練が必要であるが、高い知能を持っており、訓練性能も豊富に持っている。
頑固さゆえ反抗的と思い違いされる場合もあるが、飼い主への服従を拒み刃向かう権勢症候群とは異なる。
子供の良き遊び相手になるが、子供を嫌う気難し屋もいる。（個体差）
もともと使役犬で、今でもスコットランドの一部で狩猟に使われている。多くのケアーンテリアは独立心旺盛で、活発である。
家庭犬としては、以上の性質（通称テリアキャラクター）を踏まえていれば問題は無い。ケアーンテリアをオズの魔法使いに登場するトトのようなイメージで捉える向きもあるが、作られたイメージと実際は別であることはいうまでもない。

## 手入れ
上毛の剛毛は、指で引き抜くハンド・ストリッピング（finger and thumb とも呼ばれる）が必要で、普通のハサミや犬用のハサミを使ってしまうと、毛が途中で切れてしまい、剛毛が生えかわらないため、ケアン本来の武骨なイメージの維持は難しい。ハンド・ストリッピングは、犬に対して害があるわけではない。死毛を毛根から引き抜き、次の毛が生えてくるのを手助けするために行うが、毛流れの方向に抜くなど方法を学ぶことによって、犬に痛みを与えないよう抜くことができる。この方法で死毛を取り除くことによって新しい被毛（剛毛）が生え、水や汚れから犬を守る。ナイフ（Stripping Knife）で抜く場合もあるが、その場合は、ハサミと同様に毛を切らないよう、刃先をなまらせておくなどの工夫が必要である。
※ストリッピングを行う目安は、上毛が指4本の長さを超えたぐらい（7センチ程度）とイギリスのブリーダーは言う。子犬毛は生後8～9か月まででいったん全て抜く。なお、成犬になるまで一度も抜いたことがない場合や、長期間ストリッピングを行わなかった場合は毛が抜けづらくなる（毛が途中で切れる場合もある）。久しぶりに抜く場合は、抜くのを嫌がったり、痛がる子もいるので、注意・配慮が必要である。
柔らかい下毛（短毛）については、春先から換毛が始まる。日本犬のように一気には抜けないため、ブラッシングやコーミングにより地道に取り除く。指でかんたんに抜けるため、夏場を控え、全部抜いてしまう人もいるが、地肌が透けるので、見た目を気にするかどうかで判断は分かれる。

## 健康
一般的に丈夫であり、その寿命はおよそ15年である。しかしながら、ブリーダー、飼育者、獣医師はケアーンの重要な健康上の問題点を認識している。遺伝的なものもあり、特定不可能な原因（伝染、毒素、負傷、高齢）によるものもある。
現在、ケアーン・テリア・クラブ・アメリカはInstitute for Genetic Disease Control in Animalsとともに、本犬種の遺伝性疾患の発生を抑制するという目的のために誰もが利用できる登録フォームを整備している。ブリーダーたちは研究目的のため彼らの犬のテスト結果を自発的に登録している。

## 映画に出演したケアーン
1939年の映画「オズの魔法使」に主人公ドロシーの愛犬トト役で出演したテリーは本種である。原作の「オズの魔法使い」で主人公のドロシーが住んでいたことにちなみ、カンザス州ウィチタの住民はケアーン・テリアをカンザス州のオフィシャル犬にしようと活動を始めている。
また、ケアーン・テリアは以下の映画でも見ることができる。
- 輝く瞳(1934)
- Calling Philo Vance（1940年）
- 絶海の嵐（1942年）
- George Washington Slept Here（1942年）
- The Uninvited（1944年）
- Without Love（1945年）
- 愛の決断（1945年）
- 幽霊と未亡人（1947年）
- スペース・サタン（1980年）
- ホーカス ポーカス（1993年）
- 2 days トゥー・デイズ（1996年）
- ツイスター（1996年）
- Dunston Checks In（1996年）
- The Portrait of a Lady（1996年）
- My Summer Vacation（1996年）
- ビッグ・リボウスキ（1998年）
- Lost & Found（1999年）
- Children of Men（2006年）